# Tréauville
Tréauville ist eine französische Gemeinde mit 727 Einwohnern (Stand 1. Januar 2022) im Département Manche in der Region Normandie. Sie gehört zum Arrondissement Cherbourg und zum Kanton Les Pieux. 

## Lage
Sie grenzt im Nordwesten an den Ärmelkanal. Nachbargemeinden sind Siouville-Hague im Norden, Helleville im Nordosten, Benoîtville im Osten, Les Pieux im Süden und Flamanville im Westen.

## Bevölkerungsentwicklung
| Jahr      | 1962 | 1968 | 1975 | 1982 | 1990 | 1999 | 2008 | 2018 |
| --------- | ---- | ---- | ---- | ---- | ---- | ---- | ---- | ---- |
| Einwohner | 570  | 495  | 460  | 545  | 636  | 632  | 734  | 742  |

## Sehenswürdigkeiten

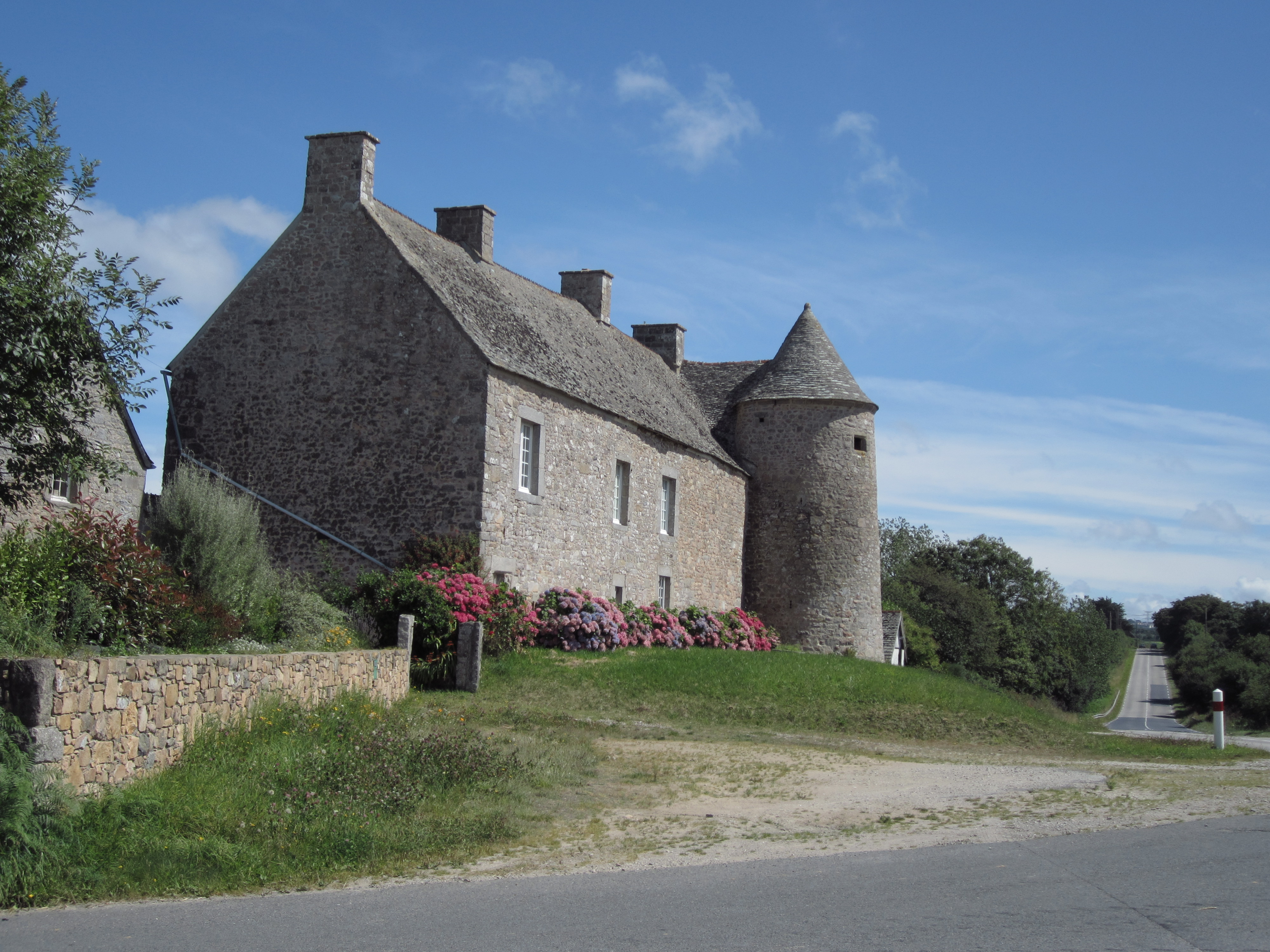
Manoir de Métot

- Manoir de Métot, Herrenhaus